# Paula Astorga
Paula Astorga   (Pachuca de Soto, 1972) és una cineasta, directora, productora i promotora cultural mexicana.

## Biografia
Es va diplomar al Centro de Capacitación Cinematográfica (CCC) camb l'especialitat en direcció i producció. En 2000 va fundar Circo2.12 A.C., associació que promou la cultura audiovisual, en el 2002 va crear Cine Global i en 2004 el Festival Internacional de Cinema Contemporani de la Ciutat de Mèxic.
Va ser directora de la Cineteca Nacional del 2010 al 2013. En 2012 va rebre la condecoració Cavaller de la Legió d'Honor de les Arts i les Lletres.
Com a promotora cultura va crear el Cine Club Revolución al Museu d'Art Carrillo Gil, la Societat del Cinema Tlatelolco, el Cinema Club Comtessa DF, el cinema club infantil Sprockets al Museu Universitari d'Art Contemporani (MUAC) i el projecte Aquí es va filmar, un projecte per a reconèixer els llocs de la Ciutat de Mèxic on es van filmar pel·lícules. El 2010 funda el Festival de Cinema Distrital del que en va ser directora el 2013.

## Filmografia
- Guantánamo (1997), curtmetratge
- La vanidad de los egipcios (2000), curtmetratge, producció i direcció[8]
- Malos hábitos, assistent de direcció
- Arráncame la vida, assistene de direcció
- Voces inocentes, assistent de direcció[9]
- Malaventura (2011), productora
- La caridad, (2015), productora[10]